# Relaciones Liechtenstein-México
Las naciones de Liechtenstein y México se establecieron en 1994. Ambas naciones son miembros de las Naciones Unidas.

## Historia

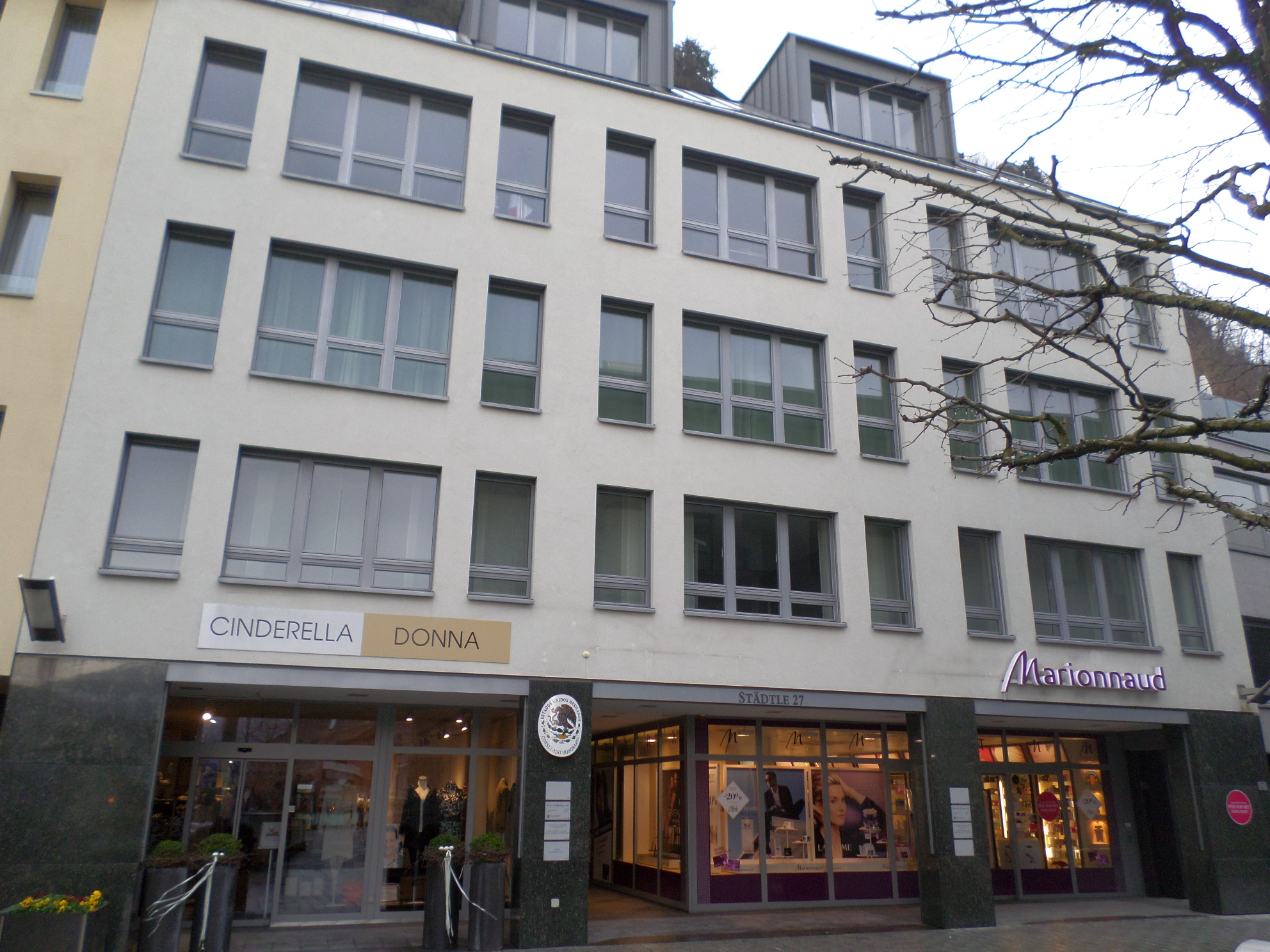
Consulado honorario de México en Vaduz

Liechtenstein y México establecieron relaciones diplomáticas el 1 de julio de 1994. Los vínculos se han desarrollado principalmente en el marco de foros multilaterales. 
En 2001, México firmó un acuerdo de libre comercio con la Asociación Europea de Libre Comercio, lo cual incluye Islandia, Liechtenstein, Noruega y Suiza.
En noviembre de 2010, el gobierno de Liechtenstein envió una delegación de siete miembros para asistir a la Conferencia de las Naciones Unidas sobre el Cambio Climático de 2010 en Cancún, México.
En diciembre de 2023, la ministra de Asuntos Exteriores de Liechtenstein, Dominique Hasler, llegó a México y se reunió con la secretaria de Relaciones Exteriores, Alicia Bárcena Ibarra, para discutir y fortalecer el diálogo político,  la cooperación bilaterales y promover el crecimiento de los flujos comerciales y de las inversiones recíprocas entre ambas naciones. Ésta visita fue la primera visita que un funcionario de alto nivel de Liechtenstein realiza a México desde el establecimiento de las relaciones diplomáticas entre ambos países en 1994.

## Misiones diplomáticas
- México está acreditado ante Liechtenstein a través de su embajada en Berna, Suiza y mantiene un consulado honorario en Vaduz.[5]
- Liechtenstein no tiene una acreditación para México.